# Libušina lázeň

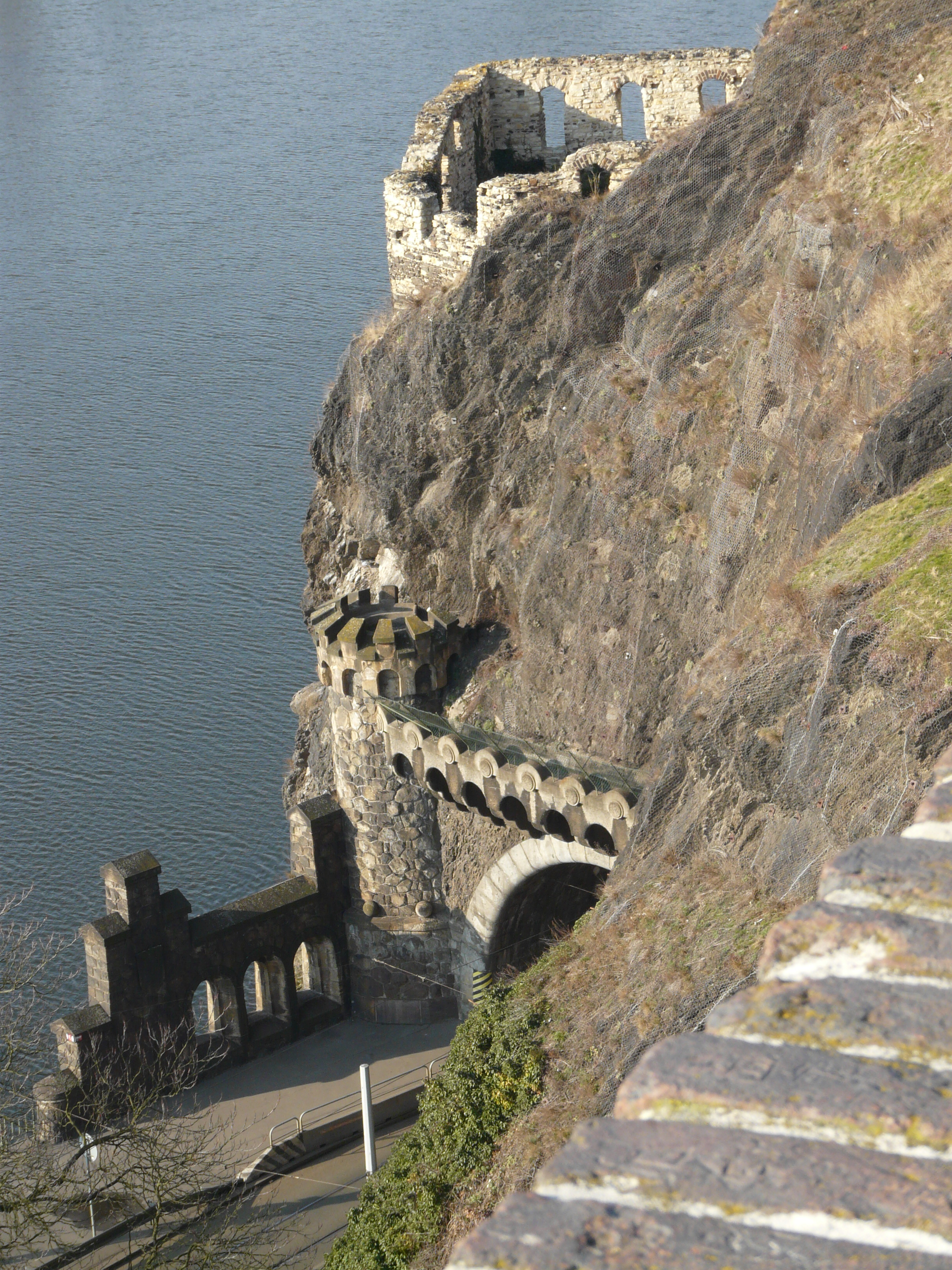
Libušina lázeň na skále nad vyšehradským tunelem (2018)

Libušina lázeň je lidové pojmenování gotické stavby, která se nachází na pražském Vyšehradu. Název Libušina lázeň užívá i odborná literatura, i když je zjevné, že se jedná o legendu.

## Stavba, umístění a účel

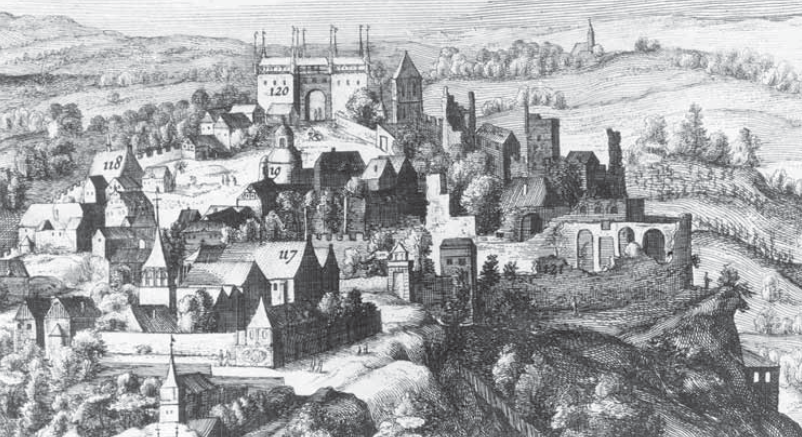
Sadelerův prospekt (1606), výřez (Vyšehrad, Libušina lázeň v pravém dolním rohu)

Zřícenina tzv. Libušiny lázně, která stojí na vyšehradské skále, je součást středověkého opevnění Vyšehradu, pocházející pravděpodobně z 2. poloviny 14. století. Jednalo se nejspíš o tzv. hlásku, která měla strážní funkci; též se do ní po líhách od řeky vytahovaly smykem nádoby s vodou, případně jiné předměty.

## Legendy o názvu
Jako Libušina lázeň byla tato stavba nazývána již v polovině 19. století, podle bájné kněžny Libuše. Jiné pověsti přisuzovaly tento název nejhlubšímu místu ve Vltavě pod vyšehradskou skalou. Jako místo Libušiných věšteb zmiňuje Libušinu lázeň Karel Jaromír Erben v básni Věštkyně ve sbírce Kytice („...pod hradem dole staveníčko milé – kněžnina lázeň na řece...“).
Často citovaná legenda o tom, že z tohoto místa Libuše svrhávala své milence, pochází pravděpodobně z Francie, kde obvinění o cizoložství a následných vraždách posloužilo k zapuzení Blanky Burgundské, manželky francouzského krále Karla IV Sličného.